# Édouard Pleske
Edouard Dimitrievitch Pleske (en russe : Эдуард Дмитриевич Плеске) est un homme politique russe né en 1852 et décédé en 1904.
Il fut ministre des Finances du 16 août 1903 au 4 février 1904, succédant à Serge Witte.

## Biographie
Issu d'une famille noble de la Russie impériale, il est le fils du général Eduard Pleske (1817-1873) et sa femme Margarita Elizabeth Oom (1822-1880). Édouard Dimitrievitch Pleske étudie au lycée impérial Alexandre. Après l'obtention de son diplôme, il entre au ministère des Finances. Il rejoint le Département de l'imposition, il demeure à ce poste jusqu'en 1889.
Le 16 août 1903, Édouard Dimitrievitch Pleske est nommé ministre des Finances, mais il ne rest que peu de temps, en raison de son état de santé et démissionne le 4 février 1904.
En 1885, Édouard Dimitrievitch Pleske publie un ouvrage Le Guide de références des collecteurs d'impôts, l'État et les Chambres du Trésor.
Édouard Dimitrievitch Pleske occupe également les fonctions de directeur de la Banque d'État de l'Empire russe, sa signature est visible dans un certain nombre de billets qui furent en circulation entre 1895 et 1899.